# Ioana Petrescu
Ioana Maria Petrescu (ur. 1 lipca 1980 w Bukareszcie) – rumuńska ekonomistka i nauczyciel akademicka, w 2014 minister finansów publicznych.

## Życiorys
Córka inżynierów, absolwentka szkoły średniej w Bukareszcie. W 2003 ukończyła studia z matematyki i ekonomii na Wellesley College, w 2007 uzyskała magisterium z ekonomii na Uniwersytecie Hardvarda. Na tej samej uczelni w latach 2003–2008 odbywała studia doktoranckie. Pracowała w American Enterprise Institute oraz jako wykładowczyni na Uniwersytecie Marylandu w College Park, specjalizując się w rozwoju międzynarodowym i ekonomicznym oraz polityce finansowej.
We wrześniu 2013 została doradczynią ds. ekonomii, inwestycji i podatków w kancelarii premiera. W marcu 2014 została ministrem finansów publicznych w trzecim rządzie Victora Ponty. Zakończyła pełnienie tej funkcji wraz z całym gabinetem w grudniu tegoż roku. Następnie była ponownie doradcą premiera oraz ekspertem Europejskiego Komitetu Ekonomiczno-Społecznego. Powróciła do działalności akademickiej jako wykładowczyni w Harvard Kennedy School. W 2015 otrzymała nominację na wiceprezesa Europejskiego Banku Inwestycyjnego. W 2018 została wiceprzewodniczącą ugrupowania PRO Rumunia, z którego odeszła w 2020. Objęła funkcję dyrektora centrum przywództwa i innowacji (CLI) w ramach SNSPA w Bukareszcie.